# غاي تاب
غاي تاب (بالإنجليزية: Jay Tabb)‏ (21 فبراير 1984 في المملكة المتحدة - ) هو لاعب كرة قدم أيرلندي في مركز الوسط. شارك مع منتخب جمهورية أيرلندا تحت 21 سنة لكرة القدم. أما مع النوادي، فقد لعب مع إيبسويتش تاون وكريستال بالاس وكوفنتري سيتي ونادي برينتفورد ونادي ريدنغ ونادي كرولي تاون.

## وصلات خارجية
- غاي تاب على موقع قاعدة بيانات كرة القدم.إي يو (الإنجليزية)
- غاي تاب على موقع Soccerbase.com (لاعب) (الإنجليزية)
- غاي تاب على موقع عالم كرة القدم.نت (الإنجليزية)
- غاي تاب على موقع AS.com (الإسبانية)